# Sportio
Sportio（すぽーてぃお）は、東芝、および東芝モバイルコミュニケーション社（現・FCNT）が開発した、auブランドを展開するKDDIおよび沖縄セルラー電話 のCDMA 1X WIN対応携帯電話である。製造型番はW63T（だぶりゅ ろくさん てぃー）。

## 特徴
au Smart Sports「Run&Walk」アプリとの連携に重点を置いたスポーツ向けモデル。スポーツ中でも携帯しやすい超コンパクトサイズのストレート型で、Run&Walkアプリをワンタッチで起動できるSSキーを側面に装備する。
キー配置が特殊なため、右ソフトキーが右端の終話キーではなく、アプリキーに対応する旨が端末起動時に表示される。

## 沿革
- 2008年（平成20年）6月3日 - KDDI、および東芝より公式発表。
- 2008年6月14日 - 全国にて一斉発売。
- 2009年（平成21年）1月 - 販売終了。
- 2012年（平成24年）7月22日 - L800MHz帯（旧800MHz帯・CDMA Bandclass 3）エリアによる音声・データ通信サービスの停波によりそれ以降はN800MHz（新800MHz帯・CDMA Bandclass 0 Subclass 2）帯エリア、および2GHz（CDMA Bandclass 6）帯エリアの各音声・データ通信サービスで利用する事となる（予定）。
- 2022年（令和4年）3月31日 - auの3Gサービス（CDMA 1X WIN）の終了・停波により当端末は完全利用不可となる。

## 対応サービス
- au Smart Sports
- オーディオ機器連携
- LISMO Music & Video（LISMOビデオクリップ・LISMO Video対応）
- EZナビウォーク（声de入力・3D対応）
- EZ助手席ナビ
- ナカチェン
- 安心ナビ
- 災害時ナビ
- 緊急通報位置通知
- EZチャンネルプラス
- 赤外線通信（IrSimple）
- EZケータイアレンジ
- EZアプリ Full Game!
- PCサイトビューアー
- PCドキュメントビューアー
- EZアプリ (BREW)（オープンアプリプレイヤー対応）
- デコレーションメール
- 絵しゃべりメール
- ラッピングメール
- マルチプレイウィンドウ（2画面表示非対応）

## 不具合
2008年8月22日に以下の不具合の修正がケータイアップデートにより行われた。
- EZweb等利用中に電源のリセットやキー操作を受け付けない状態になる場合がある
- EZwebの接続やEメールの通信に失敗する場合がある
- カメラを起動中にキー操作やカメラ切替を行った場合電源がリセットする場合がある
- 待受画面に設定していない時計やカレンダーが表示される場合がある
- 消費電力を抑える機能が正しく動作しない場合がある
- キー操作の度に液晶バックライトの輝度が変わり画面がチカチカして見える場合がある
- ケータイサイトの会員登録や登録済サイトへの接続ができない場合がある

2008年10月24日に以下の不具合の修正がケータイアップデートにより行われた。
- 2画面状態でケータイサイトのページ更新を行うと、電源のリセットやキー操作を受付けない状態になる場合がある
- 会員登録済の特定サイトにおいて、初期値が入力項目に表示されない場合がある

2009年7月14日に以下の不具合の修正がケータイアップデートにより行われた。
- SSLサイトで大きなファイルアップロードを行うと時々接続が切断される場合がある
- EZweb利用中に電源のリセットやキー操作を受付けない状態になる場合がある

## CMジャック
2008年6月21日、18時59分頃、全国主要都市の民放で、東芝による当端末の45秒の特別版CMを放映した。なお、東芝はそれ以前にも携帯電話のCMを使ったCMジャックを何度か行っている。

## その他
「run for money 逃走中」で過去利用されていた。